# Seringat
Seringat is een bestuurslaag in het regentschap Merangin van de provincie Jambi, Indonesië. Seringat telt 769 inwoners (volkstelling 2010).